# Roman Burzyński

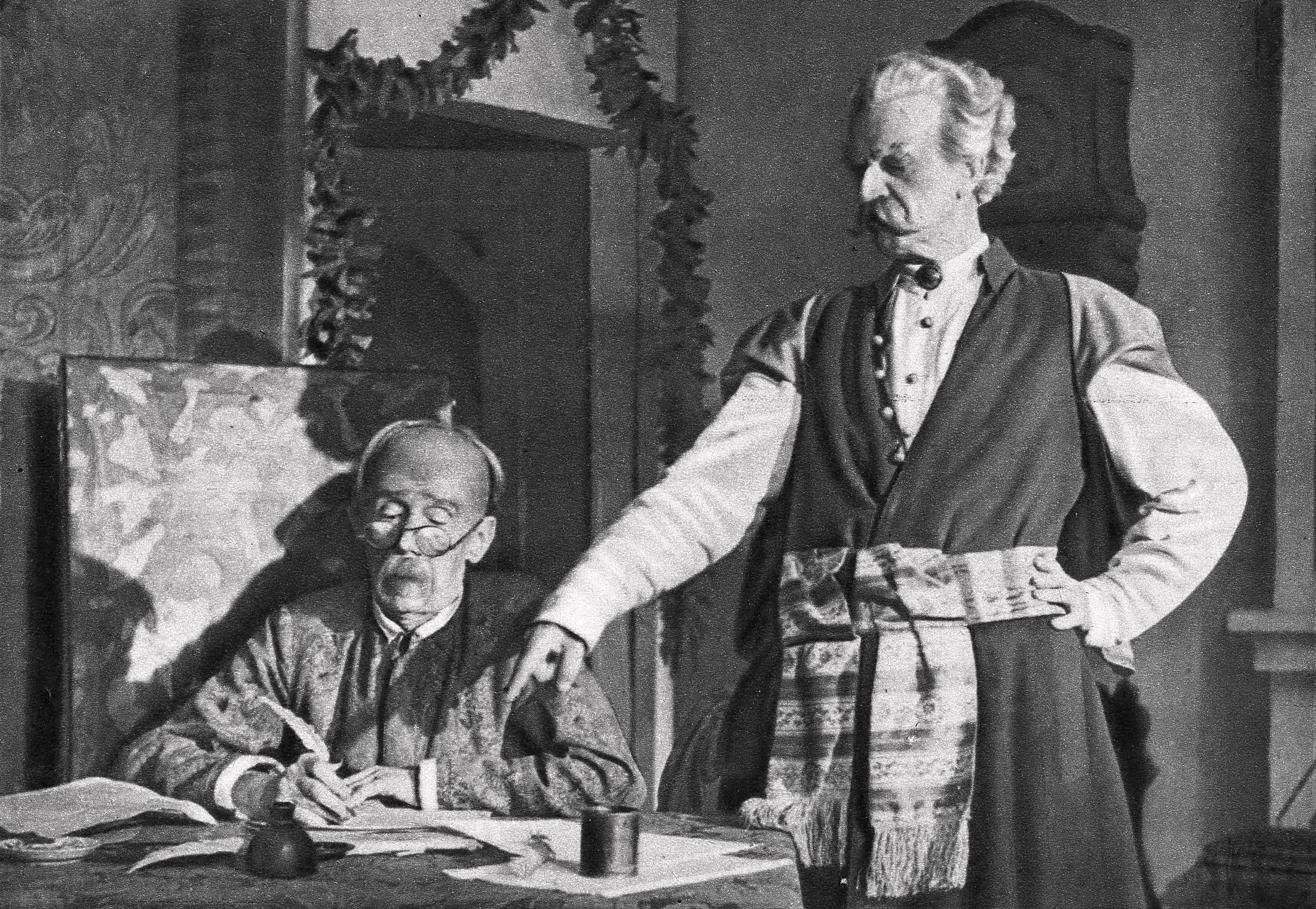
Ludwik Solski i Jerzy Leszczyński – Zemsta – Film nr 55-56 – 1948-12-23 (Foto: Roman Burzyński)

Roman Burzyński (ur. 1907, zm. 5 sierpnia 1988) – polski artysta fotograf, uhonorowany tytułem Artiste FIAP (AFIAP). Członek Okręgu Warszawskiego Związku Polskich Artystów Fotografików. Autor licznych publikacji oraz książek na temat techniki fotograficznej i fotografii.

## Życiorys
Roman Burzyński dzieciństwo spędził we Lwowie. W 1933 roku ukończył studia prawnicze na Uniwersytecie Warszawskim. Był aktywnym prekursorem, popularyzatorem i zwolennikiem powszechnego stosowania fotografii jako ilustracji do tekstów oraz artykułów prasowych. Współpracował jako dziennikarz i fotoreporter, m.in. z dziennikiem Ilustrowany Kurier Codzienny, ówczesnym dwutygodnikiem Film oraz tygodnikami As i Światowid. Jako dziennikarz i fotoreporter pracował w ówczesnym tygodniku Przekrój – od początku istnienia czasopisma – od lat 50.
W czasie okupacji niemieckiej. w latach 1941–1942 mieszkał w Zamościu.
W 1948 roku został przyjęty w poczet członków Okręgu Warszawskiego Związku Polskich Artystów Fotografików.
Jest autorem i współautorem wielu wystaw fotograficznych; indywidualnych, zbiorowych, poplenerowych, pokonkursowych. Brał aktywny udział w Międzynarodowych Salonach Fotograficznych, organizowanych (m.in.) pod patronatem FIAP, zdobywając wiele nagród, wyróżnień, dyplomów, listów gratulacyjnych. Pokłosiem udziału w Międzynarodowych Salonach Fotograficznych (pod patronatem FIAP) było przyznanie mu tytułu honorowego Artiste FIAP (AFIAP) przez Międzynarodową Federację Sztuki Fotograficznej FIAP, obecnie z siedzibą w Luksemburgu.
Prace Romana Burzyńskiego znajdują się w zbiorach Muzeum Narodowego w Warszawie.
Pochowany na cmentarzu Wojskowym na Powązkach w Warszawie (kwatera K-2-52).

## Książki
- „Zaczynam dobrze fotografować”, Warszawa, Filmowa Agencja Wydawnicza 1953.
- „Być fotoamatorem”, Warszawa, Wydawnictwa Artystyczne i Filmowe 1978.
- „Portret fotograficzny”, Warszawa, Wydawnictwa Artystyczne i Filmowe 1985.

Źródło.

## Odznaczenia
- Medal ZAiKS-u (1988)[11]
- Odznaka ZAiKS-u (1969)[11]